# Chiara Banchini
Chiara Banchini (Lugano, 7 oktober 1946) is een Zwitserse violiste en dirigente die zich toelegt op de barokmuziek.

## Biografie
Banchini studeerde aan het muziekconservatorium van Genève bij Corrado Romano, en aansluitend bij Sándor Végh. Onder invloed van Nicolaus Harnoncourt werd ze bekeerd tot de barokviool en de "authentieke uitvoeringspraktijk". Ze studeerde vanaf 1975 barokviool onder Sigiswald Kuijken aan het Koninklijk Conservatorium (Den Haag) en was lid van diens ensemble "La Petite Bande". Later speelde ze ook in het ensemble van Jordi Savall. Na haar opleiding ging ze zelf barokviool onderwijzen in Milaan en Genève. Van 1991 tot 2010 gaf ze les aan de Schola Cantorum Basiliensis in Basel. Ze geeft ook masterclasses over de hele wereld.
Naast het werk met haar ensemble treedt Chiara Banchini ook op als soliste. Opnamen van Chiara Banchini en Ensemble 415 zijn verschenen op diverse platenlabels: Erato, Accent, Astrée, Harmonia Mundi en Zig-Zag Territoires. Verschillende daarvan hebben internationale onderscheidingen gekregen zoals de Franse Diapason d'or.
Chiara Banchini bespeelt een historische viool van meesterbouwer Nicolò Amati uit 1674.

## Ensemble 415
In 1981 richtte Banchini een eigen gezelschap op, "Ensemble 415", met muzikanten die eigen leerlingen waren. De naam verwijst naar de stemtoonhoogte 415 Hz, die in de barokmuziek, hun basisrepertoire, gebruikelijk is.
Verschillende oud-leden van dit orkest zijn inmiddels zelf belangrijke spelers van barokmuziek geworden, zoals de Italiaan Fabio Biondi, de Fransman François Fernandez, de Zwitsers Leila Schayeg en David Plantier en de Française Amandine Beyer.